# Tharaka (langue)
Pour les articles homonymes, voir Tharaka.
Le tharaka, ou kitharaka, est une langue bantoue parlée par la population tharaka au Kenya.

## Écriture
| A a | B b | C c | D d | E e | G g | H h | I i | Î î | J j | K k |
| M m | N n | O o | P p | R r | T t | U u | Û û | W w | Y y |     |